# 英独海軍協定
英独海軍協定（えいどくかいぐんきょうてい、英語: Anglo-German Naval Agreement、ドイツ語: Deutsch-britisches Flottenabkommen）は、1935年6月18日、イギリスとドイツの間で結ばれた海軍協定で、イギリス海軍に対するドイツ海軍の規模を規制した。宥和政策の一つ。

## 概要

### 背景

#### ヴェルサイユ条約
第一次世界大戦においてドイツ帝国の敗北と共に締結されたヴェルサイユ条約の第五篇においてドイツの軍備に厳しい規制がかけられていた。海軍も大きな規制がかかっていた。(海軍は1万6000人の兵員に制限され、航空機・潜水艦の所有は禁止された。)
ドイツの軍は確かに抑制されたが、これに対して「平等ではない」等と不満を覚える人も少なくはなかった。またドイツ国内でヴェルサイユ条約は「強制的に書き取らされたもの」という意味のディクタートと呼ばれることとなった。
また世界軍縮会議においてドイツはヴェルサイユ条約の制限から解放され軍備での平等を認められることを要求し、フランスはドイツの再軍備を認める前に確固とした安全保障体制が必要であると主張、この対立が会議の大きな障害となり、結局ヴェルサイユ条約からの解放はなかった。

#### ナチス・ドイツ
1920年代、ドイツがナチス政権下になると、アドルフ・ヒトラーによる外交政策は今までの外交方針に対し劇的な変化を与えた。政治家としてのキャリアをスタートさせた当初、ヒトラーはイギリスを敵対視し、帝国の敵と考えていた。
『我が闘争』、そして出版はされなかったが、その続編である『続・我が闘争』で、ヒトラーは1914年以前のドイツ政府がイギリス帝国に対して海軍と植民地の挑戦を始め、イギリスと無用に敵対していると当時のドイツ政府を強く批判している。 ヒトラーの見解では、イギリスは同じ「アーリア人」の国であり、その友好はドイツがイギリスに対する 海軍および植民地支配の野心を「放棄」することによって勝ち得ることができると考えていた。このような「放棄」の見返りとして、ヒトラーはフランスとソ連に対抗する英独同盟と東ヨーロッパにおけるドイツのレーベンスラウム獲得努力へのイギリスの支持を期待した。英独同盟への第一歩として、ヒトラーは『我が闘争』の中で、ドイツが英国に対するあらゆる海軍的挑戦を「放棄」する「海の協定」を求める意向を記していた。
ドイツは様々な事象を起こしながら、徐々に徐々に国際社会から孤立し始めており、1935年3月にヴェルサイユ条約の軍事条項の破棄を宣言し、徴兵制を復活、再軍備を開始した。これに対して4月にイギリス・フランス・イタリアはストレーザで会談を行い、非難している(ストレーザ戦線)。

#### ソ連の影響
当時フランスは第一次世界大戦後、ドイツに対する厳しい制裁を主張し続けた為、ナチス政権下のドイツに真っ先に報復される可能性があった。ドイツの力を弱めるためにフランスはソビエト連邦に接近し仏ソ相互援助条約を結んだ。一方イギリスは社会主義国家ソ連の影響力・勢力が増すことを警戒していた他、西欧とドイツとの対立を深め戦争の危険を増大させるのを恐れていた。

### 締結
ヒトラーは1935年3月27日、ヨアヒム・フォン・リッベントロップを海軍代表団の団長に任命した。リッベントロップは、特命全権大使やナチス党の組織で、影の外務省ともいわれる「リッベントロップ事務所」の代表を務めていた。通常ならばコンスタンティン・フォン・ノイラート外相が行く予定であったが、この協定に真っ先に反対したためリッベントロップが代表となった。リッベントロップは、1935年6月4日に始まった会談のため、6月2日にロンドンへ向かった。会談はイギリス提督府で行われ、ジョン・サイモン外務大臣が英国代表団を、リッベントロップがドイツ代表団を率いていた。リッベントロップは自分の任務を成功させることに強い執念を燃やしており、まずイギリスが35トン対100トンの比率を「固定的で変更不可能なもの」として受け入れる必要があると宣言して話し合いを始めた。リッベントロップは交渉のテーブルに就くや、サイモン英国外相に対して、ドイツの要求が完全に満足されるのでなければ代表団は帰国すると発言した。
サイモンはリッベントロップの以上のような行為を快く思っておらず、このような発言は通常の交渉の場に反すると述べてから交渉を離れた。しかし、数日後の1935年6月5日、英国代表団は考えを改めた。サイモンはチェンバレン内閣で会議を行い、この協定が自分たちの利益になると考え、サイモンはヒトラーからの申し出の期限があるうちに、先に受け入れるよう指示された。イギリスは、過去の歴史から、ドイツがすぐに自分たちと同じ海軍力を持つようになることを知っており、ヒトラーが申し出を撤回し、ドイツ海軍の増強に着手することを恐れていたからである。
1935年6月5日、イギリス外務省の海軍専門家ロバート・クレイギーとリッベントロップの副官カールゲオルグ・シュスターの間で協議が続けられた。ドイツ側は、比率の数字はトン数比のみとし、ドイツは様々な軍艦の種類でイギリスのトン数と同じようにトン数を積み上げると述べた。
その日の午後、英国内閣は提案されたトン数比を受け入れることに同意し、その夜、リッベントロップは内閣の意向を知らされた。その後2週間ほど、ロンドンでの協議は技術的な問題を解決するために続けられたが、そのほとんどは、軍艦のカテゴリーごとにトン数比率をどのように決定するかということに関連していた。
リッベントロップは成功を強く望んでおり、結果イギリスが要求したほぼすべての項目に同意することになった。英独海軍協定は1935年6月18日に正式に合意され、リッベントロップとサミュエル・ホーアが署名した。ヒトラーはこの協定に非常に満足し、1935年6月18日を「素晴らしい日」と呼んだ。彼は、この協定が新しく成功した英独同盟の始まりであるとの印象を抱いていたからである。
1935年5月22日、チェンバレン内閣は、ヒトラーの申し出を早期に受け入れることを決議した。駐独英国大使のエリック・フィップスは、ヒトラーと合意に至るチャンスを無視しないようにと進言した。また、イギリスのチャットフィールド提督も、フランスの反応がどうであれ、協定を真剣に検討すべきであると考えていた。

### 破棄
1939年4月28日にアドルフ・ヒトラーはこの協定の破棄を通告した。

## 内容
この協定は、ドイツ海軍の軍艦の総トン数を英海軍の総トン数の35%、潜水艦の総トン数を英海軍の総トン数の45％以下とする比率を定め、また特別の状況では、しかるべき通告さえすれば、100パーセントまで建造を許され、その分だけ他の艦船は削減されることになった。1935年7月12日に国際連盟条約集に登録された。
潜水艦はUボートも含むのだが、デビッド・メイソン著「Uボート: 海の狼、あの船団を追え」において著者は
| このＵボート兵力の取決めは、イギリスの好意的な意図に基いたものではなく、もちろん、イギリスに犠牲をしいるものでもなかった。 イギリスは全世界の海軍のどこでも、潜水艦は将来それほど希望のもてる兵器ではなく、とくにイギリスではその能力を低く評価していたからであった。 英海軍の主要任務は、数世紀にわたる伝統のもとで考え方がねられ、「英帝国の海上交通路の確保」にあるということにかたまったのである。 そして将来の戦略も、この考えにもとづくものであった。 それはむしろ防衛的な任務であり、攻撃的な性格がとくに強い潜水艦は、この任務にむいていなかった。 その結果、英海軍の潜水艦は保有量を低くおさえられていた。 一九三九年〔昭和十四年〕になっても、英海軍はわずか五七隻の潜水艦を保有したにすぎなかった。 |

と述べている。

## 結果
この協定は、同年3月にアドルフ・ヒトラー総統が行ったドイツ再軍備宣言（ひいては、1919年に調印されたヴェルサイユ条約で定められた、海軍艦艇に関する制限規定の破棄）を、イギリスが事実上追認したものとみなされた。また、英仏伊によるストレーザ戦線も足並みがそろわなくなり、潜水艦も許可されたことによりUボートの再保有にも道ができる結果となった。
当時、イギリス議会のほとんどのメンバーは、この協定によってイギリスが世界で最も支配的な海軍大国としての地位を維持できると考えていた。しかし、彼らの多くは、自分たちが世界帝国を守らなければならないのに対し、ドイツの海軍艦隊は自国の港を守るだけでよいという事実を見落としていた。
ちなみに、この結果や、反宥和政策派であったことからウィンストン・チャーチルはこの協定を批判している。以下は、著書においてチャーチルが英独海軍協定を批判している文である。
| ｢凡そ軍人が政治に口出しすることは常に危険なことである。・・・しばらく前から、イギリスとドイツの両海軍省のあいだに、両国海軍の比率に関する交渉が行われていたのである。ヴェルサイユ条約によって、ドイツは六千トンを越えない軽巡洋艦六隻と、一万トンの戦闘艦六隻以上を建造することを許されていなかった。最近イギリス海軍省が発見したところによると、ドイツが最近建造中の二隻のポケット戦艦――シャルンホルスト号とグナイゼナウ号は、条約によって認められたよりも、はるかに大型であり、しかも全く異った型のものであった。．．．この周到な計画の下に、少なくとも二年前（一九三三年）に着手された、厚かましい詐欺的な平和条約の侵犯に直面して、イギリス海軍省は現実の上に立って、英独海軍協定を結ぶ必要があると考えた。イギリス政府はこれを同盟国のフランスにも相談せず、国際連盟にも通告せずに実行した。イギリス自身が連盟に提訴し、ヒトラーが平和条約（ヴェルサイユ条約）の陸軍条項を侵犯したのに対して抗議するために、連盟加盟国の支持を求めつつあったちょうどそのときに、イギリスは同じ条約の海軍条項を放棄するための、ひそかな協定を進めていたのである。｣ |
| —チャーチル『第2次世界大戦1』より p.119 |

## 注訳
1. ↑  しかしすでにイギリスは英独海軍協定を示唆していたので、この抗議も口先だけのものにすぎなかった。